# خنداب (اسدآباد)
خنداب (اسدآباد)، روستایی از توابع بخش مرکزی شهرستان اسدآباد در استان همدان در ایران است.

## جمعیت
این روستا در دهستان سید جمال‌الدین قرار دارد و براساس سرشماری مرکز آمار ایران در سال ۱۳۹۵، جمعیت آن ۵۲ نفر (۱۷خانوار) بوده‌است.